# Chrysopa durandi
Chrysopa durandi är en insektsart som beskrevs av Marc Lacroix 1925. Chrysopa durandi ingår i släktet Chrysopa och familjen guldögonsländor. Inga underarter finns listade i Catalogue of Life.